# Unai Osa
Unai Osa Eizaguirre (født 12. juni 1975 i Deba) er en tidligere spansk landevejscykelrytter. Han var involveret i Operación Puerto dopingskadalen.
| Cykling | Spire Denne biografi om en spansk cykelrytter er en spire som bør udbygges. Du er velkommen til at hjælpe Wikipedia ved at udvide den. |